# Neco Martínez
Luis Enrique Martínez Rodríguez (Necoclí, 11 de julho de 1982) é um ex-futebolista colombiano, mais conhecido como Neco, atuava como goleiro.

## Carreira
Neco fez parte do elenco da Seleção Colombiana de Futebol da Copa América de 2011.
Em um amistoso, pré Copa do Mundo de 2006, entre Polônia e Colômbia, ele marcou um belo gol, diretamente do campo de defesa, sobre o goleiro Tomasz Kuszczak.

## Títulos
Atlético Nacional
- Copa Libertadores da América: 2016